# Aussageform
Der Ausdruck Aussageform hat in der Logik zwei Bedeutungen, denen gemeinsam ist, dass es sich um Ausdrücke handelt, deren Wahrheit oder Falschheit noch offen ist:
- Aussageform im Sinne der Mathematik und Prädikatenlogik: Ein Ausdruck, in dem mindestens ein Prädikat eine ungebundene Variable als Argument hat.
- Aussageform in der Aussagenlogik: Ein Ausdruck, in dem eine Aussagenvariable vorkommt.

## Beispiele
- aus der Mathematik: die Aussageform bzw. das Prädikat A(x): „x + 5 = 10“ geht durch Einsetzen bestimmter Werte in einen Satz über. Für {\displaystyle x=5} ist der Satz wahr, für {\displaystyle x\neq 5} ist der Satz falsch.
- aus der Prädikatenlogik:
  - das einstellige Prädikat „x lacht“ = „L(x)“ (für x = lachender Peter wahr und für x = weinender Jörg falsch);
  - das zweistellige Prädikat „x bewundert y“ = „B(x,y)“;
  - das zweistellige Prädikat „x ist ein Schauspieler und y bewundert x“ = „SCH(x) und B(x,y)“.

## Eigenschaften
In der Prädikatenlogik erster Stufe muss die Variable eine Gegenstandsvariable (Individuenvariable) sein. In einem strengen Sinn spricht man nur dann von einer Aussageform, wenn der betreffende Ausdruck mindestens eine freie Gegenstandsvariable enthält.
Auf Grund der Unbestimmtheit der freien Variable haben Aussageformen keinen bestimmbaren Wahrheitswert und sind daher keine Aussage (im technischen Sinn).
Die Aussageform kann in zwei Weisen zu einer Aussage umgeformt werden: (a) indem man für die Variablen Konstanten einsetzt oder (b) indem man die freien Variablen durch Quantoren bindet.
Aussageformen mit einer freien Variablen werden oft so verstanden, dass sie Begriffe und Eigenschaften ausdrücken („x ist ein Mensch“, „x ist rosa“), d. h. Prädikate sind.
Aussageformen mit mehreren freien Variablen werden oft als Relationen aufgefasst, zum Beispiel „x ist größer als y“, „x und y haben ein gemeinsames Kind z“, „x + 1 = y und y + 1 = z“.
Die Beziehung des Begriffs der Aussageform zu dem der logischen Formel hängt auf Grund seiner Mehrdeutigkeit von der Definition der logischen Formel ab.
Im Gegensatz zur (mathematischen) Formel sind bei der Aussageform Relationen, logische Junktoren und die Quantifikation erlaubt.
Im Gegensatz zum Typ eines Tupels in einer logischen Struktur ist die Aussageform eine rein syntaktische Darstellung, die unabhängig von einem Modell definierbar ist. Formal ist ein Typ eine Aussageform.
In der Prädikatenlogik erster Stufe können Aussageformen induktiv über ihren Aufbau definiert werden:
- Wenn {\displaystyle t_{1},\ldots ,t_{k}} Terme sind und {\displaystyle R} ein {\displaystyle k}-stelliges Relationssymbol, dann gilt
  - {\displaystyle t_{1}=t_{2}} ist eine (atomare) Aussageform,
  - {\displaystyle R(t_{1},\ldots ,t_{k})} ist eine (atomare) Aussageform

mit allen Variablen der Terme als freie Variablen in ihr,
- wenn {\displaystyle \varphi ,\varphi _{1},\varphi _{2}} Aussageformen sind, dann gilt
  - {\displaystyle \neg \varphi } ist eine (zusammengesetzte) Aussageform,
  - {\displaystyle \varphi _{1}\wedge \varphi _{2}} ist eine (zusammengesetzte) Aussageform,
  - {\displaystyle \varphi _{1}\vee \varphi _{2}} ist eine (zusammengesetzte) Aussageform;
  - {\displaystyle \varphi _{1}\rightarrow \varphi _{2}} ist eine (zusammengesetzte) Aussageform,
  - {\displaystyle \varphi _{1}\leftrightarrow \varphi _{2}} ist eine (zusammengesetzte) Aussageform;

mit allen freien Variablen der {\displaystyle \varphi _{i}} als freie Variablen,
- wenn {\displaystyle x} eine freie Variable in einer Aussageform {\displaystyle \varphi } ist, dann gilt
  - {\displaystyle \exists x\varphi } ist eine (zusammengesetzte) Aussageform,
  - {\displaystyle \forall x\varphi } ist eine (zusammengesetzte) Aussageform

mit allen freien Variablen von {\displaystyle \varphi } außer {\displaystyle x} als freie Variablen.